# Hydromantes platycephalus
Espèce
Synonymes
- Spelerpes platycephalus Camp, 1916

Statut de conservation UICN

 LC  : Préoccupation mineure
Hydromantes platycephalus est une espèce d'urodèles de la famille des Plethodontidae.

## Répartition
Cette espèce est endémique de Californie aux États-Unis. Elle se rencontre entre 1 220 et 3 660 m d'altitude dans la Sierra Nevada.

## Publication originale
- Camp, 1916 : Spelerpes platycephalus, a new alpine salamander from Yosemite National park, California. University of California Publications in Zoology, no 17, p. 11-14 (texte intégral).